# Nitrianske Pravno
Nitrianske Pravno (do roku 1946 Nemecké Pravno, německy Deutschproben, maďarsky Németpróna) je obec na Slovensku v okrese Prievidza v Trenčínském kraji ležící na řece Nitra. Žije v něm přibližně 3 100 obyvatel.

## Historie
První písemná zmínka o vesnici je z roku 1393. V obci je římskokatolický kostel Umučení svatého Jana Křtitele z roku 1907 a radnice ze 17. století.

## Části obce
- Solka
- Vyšehradné, dříve Majzel[5]

## Doprava
V obci je koncová stanice železniční trati Prievidza – Nitrianske Pravno.

## Pamětihodnosti
V katastrálním území obce je hradiště Vyšehrad se stopami osídlení z doby bronzové a z období Velkomoravské říše. Do správního území zasahuje také část národní přírodní rezervace Vyšehrad.

## Osobnosti
- Jozef Wesserle (1781–1838), historik, numismatik, univerzitní profesor
- Béla Bresztyenszky (1786–1851), maďarský matematik a autor učebnic
- Jozef Bošiansky (1855–1946), římskokatolický kněz, pedagog, historik, jazykovědec, přírodovědec a entomolog
- Jozef Lányi (1868–1931), náboženský spisovatel a církevní hodnostář
- Eugen Filkorn (1881–1974), katolický kněz, papežský prelát a poslanec slovenského sněmu, se zde narodil v roce 1881
- Ján Roháč (1932–1980), československý režisér, se zde narodil v roce 1932
- Michal Toporcer (1913-2007), zakladatel místní Hudební školy, úspěšný hudební pedagog vyznamenán Komenského plaketou